# Cải dầu
Cải dầu hay Cải vàng (tên khoa học: Brassica napus) là một loài thực vật có hoa trong họ Cải. Loài này được L. mô tả khoa học đầu tiên năm 1753.
Brassica napus được trồng chủ yếu để thu hạt lấy dầu, đây là nguồn dầu thực vật lớn thứ 3 trên thế giới.
Tùy theo thời tiết, nhưng thường là cải dầu nở hoa vào giữa tháng 5. Những cánh đồng hoa nở vàng tại châu Âu nở vàng vào cuối mùa hè và mùa thu cũng thường bị nhầm lẫn là cánh đồng hoa cải dầu, tuy nhiên lúc đó hầu hết là cải mù tạc cũng thuộc họ cải, mọc ở Trung Âu để dùng làm phân xanh.

## Diesel sinh học

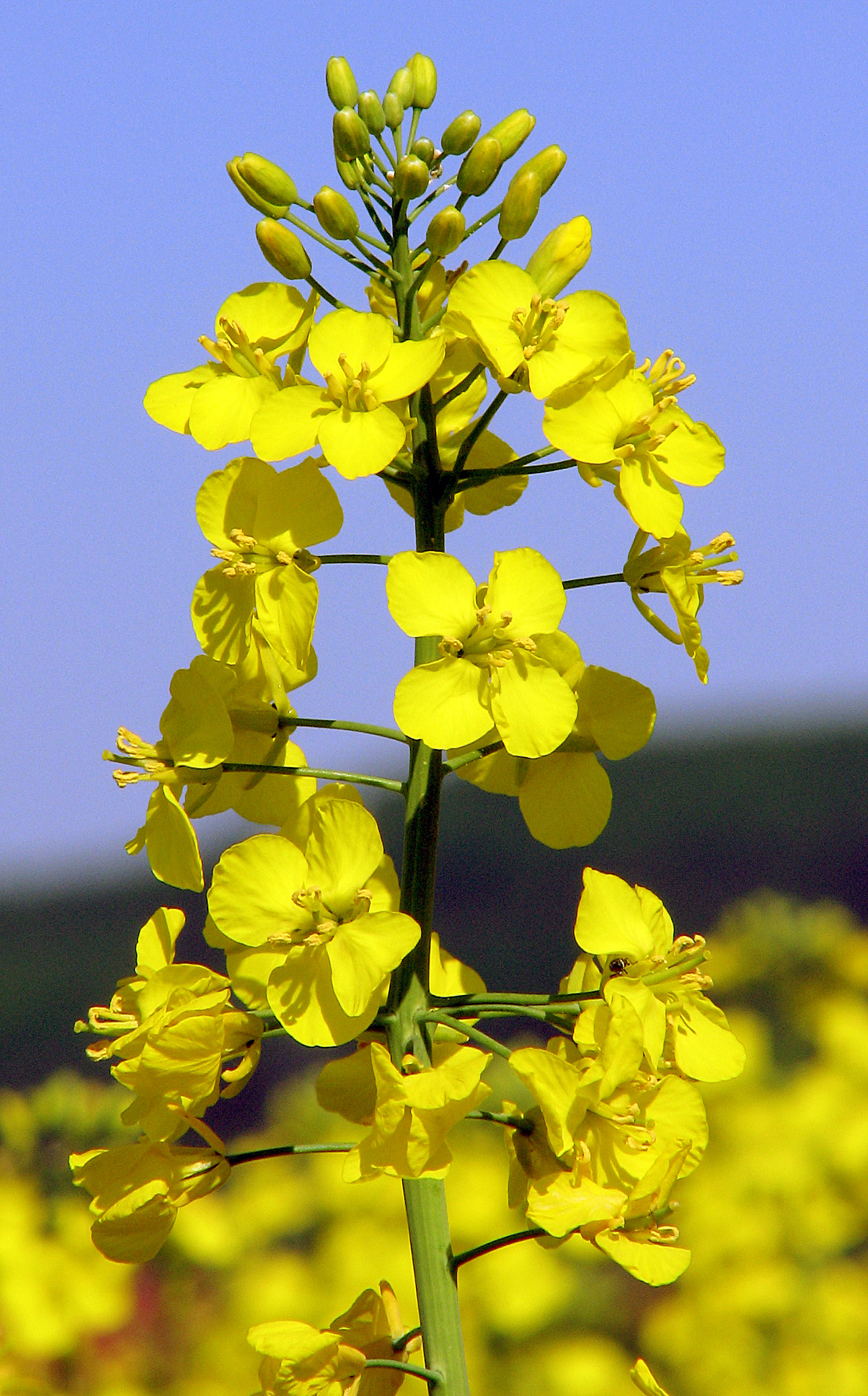
Chùm hoa

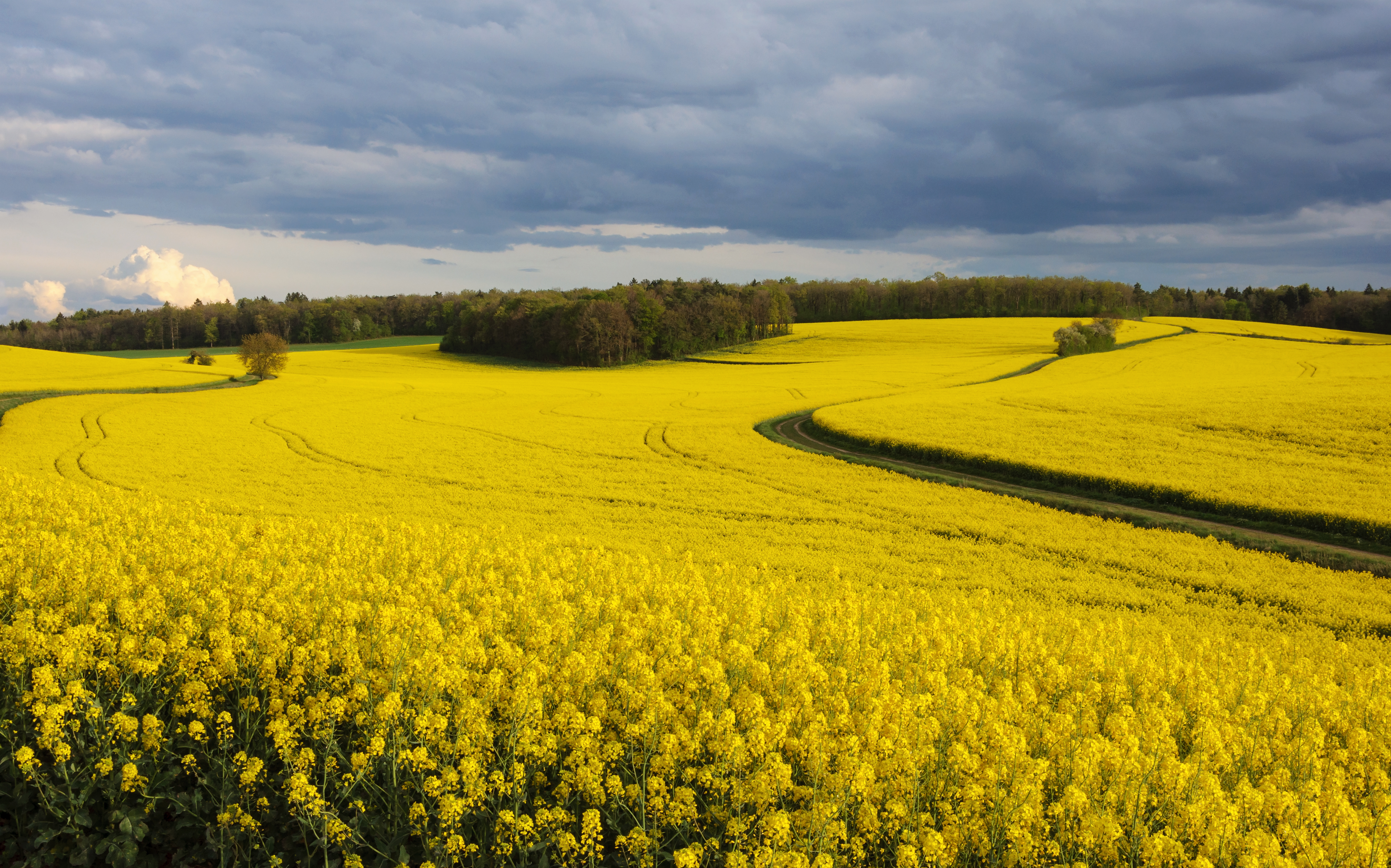
Cánh đồng hoa cải dầu nở hoa

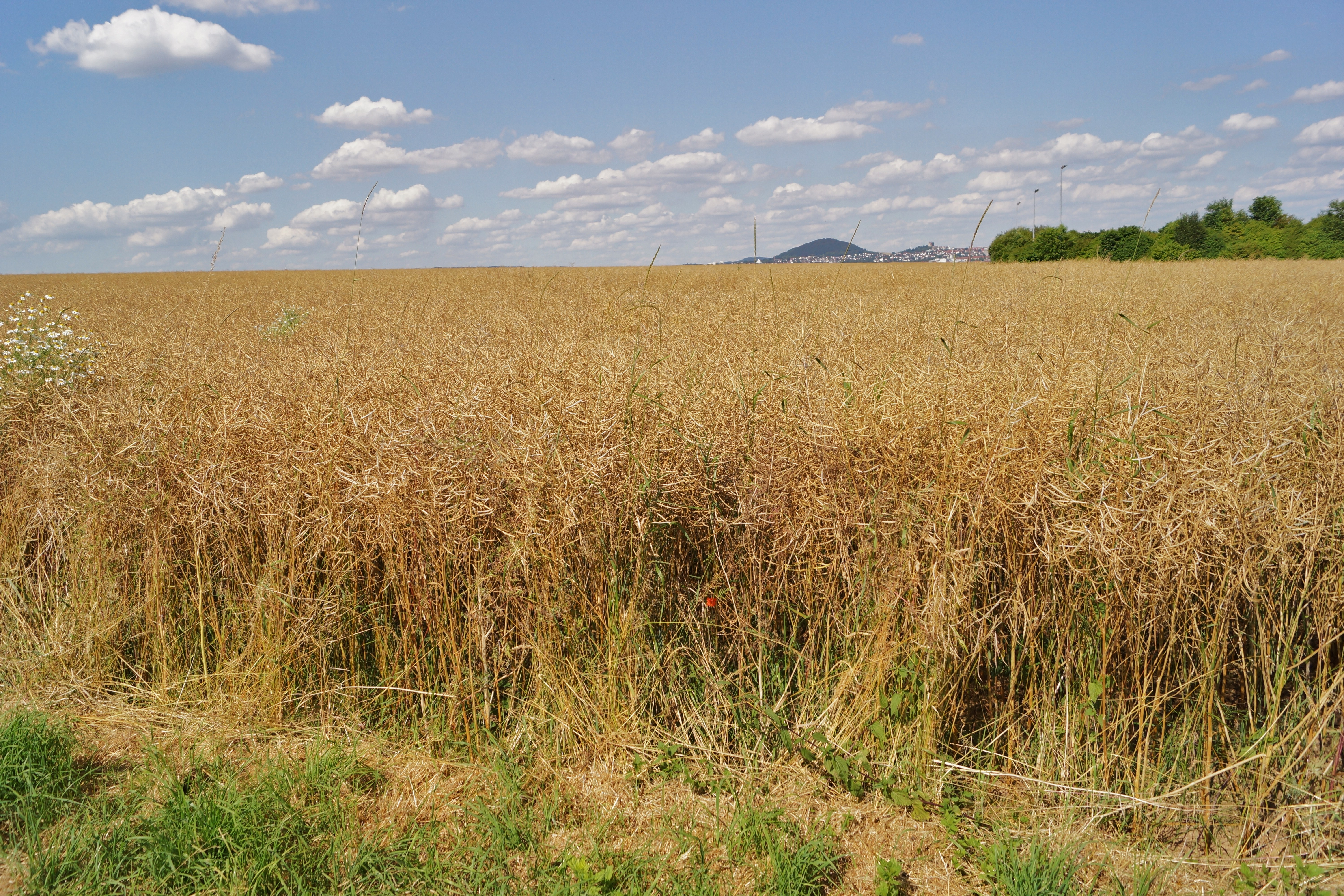
Cánh đồng hạt cải dầu đã sẵn sàng để thu hoạch

Dầu cải được dùng làm nhiên liệu diesel, hoặc làm Diesel sinh học, dùng trong hệ thống sưởi, hoặc pha với dầu hỏa chưng cất để chạy động cơ mô tô. Diesel sinh học có thể được dùng ở dạng nguyên chất trong các động cơ mới hơn mà không làm hư hỏng và thường kết hợp với dầu diesel hóa thạch với tỉ lệ dao động trong khoảng 2% đến 20% diesel sinh học. Do chi phí trồng, nghiền, và tinh chế diesel từ cải ngày càng cao, diesel sinh học nguồn gốc cải từ một loại dầu mới tốn chi phí nhiều hơn để sản xuất một động cơ dùng nhiên liệu diesel tiêu chuẩn, vì vậy nhiên liệu diesel thường được làm phổ biến từ dầu đã qua sử dụng. Dầu cải được xem là nguồn sản xuất diesel sinh học ưa chuộng khắp châu Âu, chúng chiếm khoảng 80% nguyên liệu, một phần là do hạt cải dầu sản xuất ra dầu nhiều hơn trên một đơn vị diện tích đất so với nguồn dầu khác, chẳng hạn như đậu nành, nhưng chủ yếu là do dầu canola có điểm Gel thấp hơn đáng kể so với hầu hết các loại dầu thực vật khác. Ước tính có khoảng 66% tổng nguồn cung dầu hạt cải trong Liên minh châu Âu dự kiến sẽ được sử dụng để sản xuất dầu diesel sinh học trong năm 2010-2011.
Brassica napus hiện được trồng với một hàm lượng phân chứa nitơ cao, và việc sản xuất lượng phân N2O có khả năng sinh ra một lượng khí nhà kính gấp 296 lần khả năng gây ấm lên toàn cầu của CO2. Ước tính có 3-5% nitơ đã dùng làm phân bón cho Brassica napus được chuyển thành N2O.